# معركة زحلة
معركة زحلة، هي معركة دارت خلال الحرب الأهلية اللبنانية بين ديسمبر 1980 ويونيو 1981. شهدت مدينة زحلة خلال هذه الفترة التي امتدت لسبعة أشهر عدة انتكاسات سياسية وعسكرية. كانت القوات اللبنانية، مدعومة بسكان زحلة في مواجهة القوات المسلحة السورية التي كانت جزءًا من قوات الردع العربية، إلى جانب بعض فصائل منظمة التحرير الفلسطينية.
تعد زحلة واحدة من أكبر المدن ذات الأغلبية المسيحية في لبنان، وتقع على أطراف سهل البقاع الذي يمتد على طول الحدود السورية. وبسبب قربها من سهل البقاع، كانت القوات السورية تخشى من احتمال تحالف بين إسرائيل والقوات اللبنانية في زحلة، وهو تحالف كان من الممكن أن يهدد الوجود العسكري السوري في سهل البقاع ويشكل خطرًا على الأمن القومي السوري نظرًا لقرب المدينة من الطريق السريع بين بيروت ودمشق.

نتيجة لذلك، سيطرت القوات السورية على الطرق الرئيسية المؤدية إلى المدينة وحصنت المنطقة بأكملها. وفي ديسمبر 1980، تصاعد التوتر بين القوات اللبنانية في زحلة والمسلحين اليساريين المدعومين من سوريا. على مدى فترة الأربعة أشهر، واجهت مجموعة من أعضاء القوات اللبنانية، بمساعدة المقاومة المحلية في زحلة، آلة الحرب السورية ودافعت عن المدينة من التدخل السوري والغزو المحتمل.